# Ishii Masatada
Ishii Masatada (石井 正忠 (Thạch-Tỉnh Chính-Trung) sinh ngày 1 tháng 2 năm 1967) là một cựu cầu thủ bóng đá người Nhật Bản. Ông hiện là huấn luyện viên trưởng của Đội tuyển bóng đá quốc gia Thái Lan.

## Sự nghiệp câu lạc bộ
Ishii đã từng chơi cho NTT Kanto, Kashima Antlers và Avispa Fukuoka.

## Thống kê câu lạc bộ

### J.League
| Đội             | Năm       | J.League | J.League | J.League Cup | J.League Cup | Tổng cộng | Tổng cộng |
| Đội             | Năm       | Trận     | Bàn      | Trận         | Bàn          | Trận      | Bàn       |
| --------------- | --------- | -------- | -------- | ------------ | ------------ | --------- | --------- |
| Kashima Antlers | 1992      | -        | -        | 6            | 0            | 6         | 0         |
| Kashima Antlers | 1993      | 22       | 2        | 5            | 0            | 27        | 2         |
| Kashima Antlers | 1994      | 30       | 1        | 1            | 0            | 31        | 1         |
| Kashima Antlers | 1995      | 30       | 0        | -            | -            | 30        | 0         |
| Kashima Antlers | 1996      | 1        | 0        | 10           | 1            | 11        | 1         |
| Kashima Antlers | 1997      | 11       | 0        | 5            | 0            | 16        | 0         |
| Avispa Fukuoka  | 1998      | 1        | 0        | 0            | 0            | 1         | 0         |
| Tổng cộng       | Tổng cộng | 95       | 3        | 27           | 1            | 122       | 4         |